# Sidomulyo (Belitang)
Sidomulyo is een bestuurslaag in het regentschap Ogan Komering Ulu van de provincie Zuid-Sumatra, Indonesië. Sidomulyo telt 4805 inwoners (volkstelling 2010).